# El Rostro de la Venganza
El Rostro de la Venganza – amerykańska telenowela z 2012 roku. Wyprodukowana przez wytwórnię Telemundo.
Telenowela była emitowana m.in. w Stanach Zjednoczonych na kanale Telemundo, gdzie wyemitowano 173 odcinki, w tym 118 25-minutowych. W wersji standardowej telenowela podzielona jest na 115 45-minutowych odcinków.

## Obsada
Główne role
| Aktor                   | Rola                           |
| ----------------------- | ------------------------------ |
| Saúl Lisazo             | Ezequiel Alvarado              |
| Marlene Favela          | Alicia Ferrer / Eva Samaniego  |
| David Chocarro          | Martín Méndez / Diego Mercader |
| Maritza Rodríguez       | Antonia Villarroel             |
| Elizabeth Gutiérrez     | Mariana San Lucas              |
| Jonathan Islas          | Luciano Alvarado               |
| Felicia Mercado         | Valeria Samaniego              |
| Roberto Mateos          | Federico Samaniego             |
| Gabriela Rivero         | Laura Cruz / Francisca         |
| Paulo Quevedo           | Tomás Buenaventura             |
| Eduardo Serrano         | Juan Mercader                  |
| Rebeca Manríquez        | Sonia Castro                   |
| Kimberly Dos Ramos      | Katerina Alvarado              |
| José Guillermo Cortines | Alex Maldonado                 |
| Cynthia Olavarría       | Diana Mercader                 |
| Jacqueline Márquez      | Tania Stuardo                  |
| Wanda D’Isidoro         | Verónica Baeza                 |
| Rodrigo de la Rosa      | Victor Leyton                  |
| Dayana Garroz           | Carolina Pinto                 |
| Paloma Márquez          | Natalia García                 |
| Chela Arias             | Eliana Alvarado                |
| Martha Mijares          | Manuela Cruz                   |
| Héctor Fuentes          | Salvador Casas                 |
| Rafael León             | Marcos Alvarado                |
| Christian Carabias      | Omar Mercader                  |
| William Valdés          | Miguel Ángel Samaniego         |
| Jorge Eduardo García    |                                |

Role pozostałe
| Aktor            | Rola                   |
| ---------------- | ---------------------- |
| Yina Vélez       | Marcela Llanos         |
| Alma Matrecito   | Penélope Magallanes    |
| Jessica Cerezo   | Patricia Valdez        |
| Natasha Guerra   | Alejandra Moreno       |
| Ivanna Rodríguez | Adela                  |
| Adriana Bermúdez | Lety                   |
| Jalymar Salomón  | Rafaela Carrasco       |
| Iván Hernández   | Felipe Ríos            |
| Juan Cepero      | Daniel Villaroel       |
| Gustavo Pedraza  | Jorge Castillo         |
| Danilo Zamora    | Ramón Farías           |
| Rafaél Robledo   | Moreira                |
|                  | Francisca Márquez      |
| Lorena Gómez     | Sandra Arriagada       |
| Sandra Destenave | Sol Luisa / Marcia Rey |
| Jamie Sasson     | Cristina Reyes         |
|                  | Pablo Bertelon         |
| Melanie Suarez   | Tania Stuardo          |
| Ginna Rodríguez  | Diana Mercader         |
| Emily Alvarado   | Carolina Pinto         |